# ひかりのまち (映画)
『ひかりのまち』（Wonderland）は、1999年制作のイギリス映画。1999年イギリス・インディペンデントフィルム賞、最優秀英国映画賞、2部門ノミネート。2000年イギリス・アカデミー賞最優秀英国映画賞ノミネート。

## ストーリー
11月のロンドン。ソーホーのカフェで働くウェイトレスのナディアは、伝言ダイアルで恋人募集中。今日はカメラマンのティムとデートの約束。誰かそばにいてほしい、でも誰でもいいわけではない…。姉のデビーはバツイチの美容師。9歳になる息子ジャックと二人で暮らしているが、夜遊びに余念がない。元教師の妹モリーにはもうすぐ赤ん坊が生まれる。でも、夫エディは、なぜか最近うかない顔だ。いつもと変わらない週末。幸福と出会いを求めて彷徨う人たち。ロンドンの街の灯はそんな彼女たちをやさしく、暖かくつつみこむ…。

## キャスト
※括弧内は日本語吹替声優。
- ナディア - ジーナ・マッキー（本田貴子）
- デビー - シャーリー・ヘンダーソン（亀井芳子）
- モリー - モリー・パーカー（大坂史子）
- ダン - イアン・ハート（家中宏）
- エディ - ジョン・シム（平松広和）
- ティム - スチュアート・タウンゼント（高瀬右光）
- アイリーン - キカ・マーカム（磯辺万沙子）
- ビル - ジャック・シェパード（篠原大作）
- ダレン - エンゾ・チレンティ
- メラニー - サラ＝ジェーン・ポッツ
- フランクリン - デヴィッド・ファーム

## スタッフ
- 監督 - マイケル・ウィンターボトム
- 脚本 - ローレンス・コリアト
- 製作 - アンドリュー・イートン、ミシェル・カマーダ
- 撮影 - ショーン・ボビット
- 編集 - トレヴァー・ウェイト
- 美術 - マーク・ティルデスリー
- 音楽 - マイケル・ナイマン
- 衣装 - スーザン・ライアル
- キャスティング - ウェンディ・プレイジントン

## 上映
- 2000年9月2日、日本で公開[1]。2001年に神奈川県川崎市内で開催された同年度KAWASAKIしんゆり映画祭で上映された[2]。2010年8月に角川映画よりDVDが発売された[3]。

## 評価
レビュー・アグリゲーターのRotten Tomatoesでは71件のレビューで支持率は63%、平均点は6.10/10となった。Metacriticでは28件のレビューを基に加重平均値が71/100となった。